# قلب شديد البياض
نشرت رواية خافيير مارياس «قلب شديد البياض» لأول مرة في إسبانيا عام 1992 (العنوان الاصلي قلبٌ أبيض وبالإسبانية Corazón tan blanco). نشرت ترجمة مارغريت جول كوستا الإنجليزية لأول مرة بوساطة مطبعة هارفل عام 1995. حصل الكتاب على جائزة دبلن الأدبية العالمية عام 1997. وعام 2012 نشرت بنغوين بوكس نسخة من الكتاب مع مقدمة أضافها جوناثان كو.

## الحبكة
يسعى الراوي، خوان، إلى استخدام زوجته الجديدة، لويزا، للكشف عن الماضي الغامض لزيجات والده السابقة التي تشمل (باستثناء والدة خوان) امرأتين أخريين. أولى النساء لم يذكر اسمها وخبئت سرًا عن خوان، أما الثانية فكانت الأخت الكبرى لأم خوان.

## ردود الفعل على صدور الرواية
كتبت صحيفة نيويورك تايمز عن الرواية قائلة «تقنية مارياس الصعبة والمغرية تصل إلى ذروتها في قلب شديد البياض»  وكتبت صحيفة الإندبندنت أنها «تبدأ بانتحارٍ لكشف أسرار زواجين، بكل جمال أسلوبه الساحر، بل والشريرحتى»  وصفتها مجلة بومب بأنها «تقليدية» و «ليست أمريكية بشكل أصيل».

## روابط خارجية
- «أغرب من الخيال» (بالإنجليزية)، بقلم ويندي ليسر، نيويورك تايمز، 6 مايو / أيار 2001.
- مراجعة قلبٌ شديد البياض من قبل بن دونيلي، مراجعة الخيال المعاصر، ربيع 2001.

| الجوائز         | الجوائز                                                                      | الجوائز                      |
| --------------- | ---------------------------------------------------------------------------- | ---------------------------- |
| سبقه تذكر بابل ‏ | International Dublin Literary Award recipient [الإنجليزية] 1997 [الإنجليزية] | تبعه The Land of Green Plums |